# خطر العدوى
خطر العدوى هو تشخيص تمريضي يعرف بأنه الحالة التي يكون فيها الفرد في خطر من غزو انتهازي من كائنات أو مسببات الامراض مثل (الفيروس، والفطريات، والبكتيريا، البروتوزوا، أو الطفيليات الأخرى) من مصادر ذاتية أو خارجية"، تمت الموافقة عليه من قبل ناندا في عام 1986. على الرغم من أن أي شخص يمكن أن يصاب بمسببات المرض، الا ان المرضى الذين يعانون من هذا المرض في خطر مرتفع وينبغي النظر في أخذ ضوابط اضافيه للعدوى.